# Mărcești (okręg Bacău)
Mărcești – wieś w Rumunii, w okręgu Bacău, w gminie Căiuți. W 2011 roku liczyła 162 mieszkańców.